# F. 머리 에이브러햄
F. 머리 에이브러햄(영어: F. Murray Abraham, 출생명 머리 에이브러햄(영어: Murray Abraham), 1939년 10월 24일 ~ )은 미국의 배우이다. 《아마데우스》(1984)의 안토니오 살리에리 역으로 1985년 제57회 아카데미상과 제42회 골든 글로브상에서 남우주연상을 동시에 수상했다. 연극 《바냐 아저씨》(1983-84)와 《베니스의 상인》(2011)으로 오비상을 두 차례 받기도 했다.

## 출연 작품

### 영화
- 형사 서피코 (1973)
- 선샤인 보이 (1975)
- 모두가 대통령의 사람들 (1976)
- 스카페이스 (1983)
- 아마데우스 (1984) - 안토니오 살리에리 역
- 장미의 이름 (1986) - 베르나르도 기 역
- 허영의 불꽃 (1990)
- 자유시대 (1991)
- 더 베스트 (1991)
- 원초적 무기 (1993)
- 라스트 액션 히어로 (1993)
- 프레쉬 (1994)
- 서바이벌 게임 (1994)
- 노스트라다무스 (1994)
- 마이티 아프로디테 (1995)
- 미믹 (1997)
- 스타 트랙 9 - 최후의 반격 (1998)
- 별나라에서 온 머펫 (1999)
- 파인딩 포레스터 (2000)
- 13 고스트 (2001)
- 산 루이스 레이의 다리 (2004)
- 인콰이어리 (2006)
- 블러드 몽키 (2007)
- 스워드 오브 워 (2009)
- 비엔나전투 1683 (2012) - 마르코 다비아노(이탈리아어판) 역
- 퍼펙트 (2013)
- 인사이드 르윈 (2013)
- 그랜드 부다페스트 호텔 (2014)
- 개들의 섬 (2018) - 주피터 역 (목소리)
- 후드 (2018)
- 드래곤 길들이기 3 (2019) - 그림멜 역 (목소리)
- 레이디와 트램프 (2019) - 목소리
- 허드 앤 씬 (2021) - 플로이드 드비어스 역

### 텔레비전
- 코작 (1975, 1977)
- 올 인 더 패밀리 (1976)
- 세이빙 그레이스 (2009)
- 뉴욕 특수수사대 (2010)
- 굿 와이프 (2011-14)
- 루이 (2011, 2012, 2014)
- 블루 블러드 (2012)
- 홈랜드 (2012-18)
- 닥터 제이슨 (2013)
- 엘리멘트리 (2013)
- 커브 유어 엔수지애즘 (2017)
- 굿 파이트 (2018)
- 오빌 (2019)
- 문나이트 (2022)
- 기예르모 델 토로의 호기심의 방 (2022)
- 화이트 로투스 (2022)